# Phlebotomus stellae
Phlebotomus stellae är en tvåvingeart som beskrevs av Quate 1965. Phlebotomus stellae ingår i släktet Phlebotomus och familjen fjärilsmyggor.
Artens utbredningsområde är Filippinerna. Inga underarter finns listade i Catalogue of Life.